# Иван Грозный (фильм)
«Ива́н Гро́зный» — советский художественный исторический фильм — биография, последняя картина кинорежиссёра Сергея Эйзенштейна, над которой он работал в 1940-е годы. Состоит из двух серий: первая вышла на экраны в 1945 году, вторая — в 1958 году. 
Также сохранились фрагменты планировавшейся, но оставшейся незаконченной третьей серии данного фильма.

## Сюжет

### Часть I
Первая серия начинается с венчания на царство Великого князя московского и всея Руси Ивана Васильевича, который провозглашает себя царём и произносит речь о необходимости защитить Московию от внутренних и внешних врагов, не желающих видеть её великой державой. Сам митрополит Пимен даёт молодому Ивану скипетр и державу, но после приходит в удивление от смелой речи царя. Присутствующие при коронации бояре и иностранные послы тревожно перешёптываются.
В следующей сцене показана первая свадьба Ивана с представительницей боярского рода Захарьиных Анастасией Захарьиной-Юрьевой. В Анастасию влюблён один из приближённых царя, князь и воевода Андрей Курбский, но Анастасия отвергает его домогательства. Одновременно боярин Фёдор Колычёв просит у царя позволения уйти в монастырь. Во время пира в палаты врывается толпа простолюдинов во главе с Малютой Скуратовым и юродивым, возмущённых всевластием знатных боярских родов, причём сам юродивый сообщает царю о пожаре и причастности к нему представителей боярского рода Глинских. Однако царь успокаивает толпу. В этот момент в зал заходит посол Казанского ханства, объявляющий Руси войну и протягивающий царю нож, чтобы тот сам себя зарезал. Оскорблённый Иван объявляет войну Казани, а Малюта угрожает ханскому послу.
Идущую на Казань московскую армию формально возглавляет князь Курбский, но он показывает себя неумелым командующим, жестоко мучающим татарских пленных. По предложенному Иваном Васильевичем плану русские под предводительством Малюты делают подкоп под стенами и закладывают туда порох. После того, как внутри крепости раздаются взрывы, туда врываются русские солдаты и Казань оказывается захвачена. Одновременно царь Иван знакомится с Алексеем Басмановым, услышав, как он возмущается боярским правлением.
После возвращения из Казани Иван тяжело заболевает горячкой. На смертном одре он приказывает приближённым присягнуть своему сыну младенцу Дмитрию, чтобы сохранить страну единой. Царь даже бросается в ноги боярам и угрозой и мольбами просит их совершить обряд присяги. Ефросинья Старицкая, считающая, что монарх должен быть «боярским царём», призывает всех принести присягу своему сыну Владимиру, слабому и управляемому молодому человеку. Более того, она наседает на князя Курбского и напоминает ему про татарскую стрелу, от которой царь спасся благодаря Курбскому. Когда Иван теряет сознание, все считают его мёртвым и начинают присягать Владимиру. Курбский колеблется, но царица, благосклонности которой он пытается добиться, сообщает ему, что Иван жив. Он присягает Дмитрию, что приводит в изумление княгиню Старицкую и бояр. Выздоровевший Иван награждает тех, кто сохранил верность ему: Курбский получает в командование войска на западной границе, а Алексей Басманов — на южной.
Царь ведёт разговор с дьяком и отправляет его в качестве посла к английской королеве Елизавете Тюдор. Он идёт в покои к жене и там получает известие о том, что Курбский потерпел поражение и переметнулся на сторону литовцев. Тем временем Евфросинья составляет заговор с целью убийства Анастасии. Она оставляет в палатах кубок с отравленным вином, которое Иван подаёт больной Анастасии, когда та просит пить. Царица умирает. Во время отпевания Анастасии Иван приходит в отчаяние, причём митрополит Пимен, читая заупокойную, постоянно делает намёки на царскую тиранию. Басманов-старший предлагает царю окружить себя верными людьми, такими, как молодой сын Басманова Фёдор — так появляется опричнина. Иван отрекается от престола и уезжает в Александрову слободу — только для того, чтобы вернуться на царство, когда в слободу к царю начали стекаться толпы простых людей после получения в Москве вестей о его отречении.

### Часть II: Боярский заговор
Польский король и одновременно великий князь литовский Сигизмунд II Август принимает перешедшего к нему Андрея Курбского и обещает поставить того над русскими землями после их завоевания. В этот момент гонец сообщает, что царь Иван вернулся в Москву.
Царь усиливает свою власть, забирая в своё владение земли бояр, которые те могут получить, только поступая на службу царю. Фёдор Колычёв, некогда друг молодого царя, а теперь игумен Соловецкого монастыря Филипп, принимает предложение стать митрополитом, но только при условии, что он сможет вступаться за осуждённых. Иван даёт своё согласие, но тут же посылает опричника Малюту Скуратова привести в исполнение приговоры осуждённым, чтобы Филипп не успел замолвить за них слово. Среди тех, кого казнит Малюта, три родственника Филиппа.
Иван вспоминает своё детство: он был провозглашён великим князем ещё маленьким ребёнком, после отравления боярами матери. При малолетнем князе страна оказалась в руках бояр, служивших иностранным государствам, пока наконец Иван не смог взять власть в руки и не приказал псарям расправиться с главой бояр князем Андреем Шуйским.
С помощью Фёдора Басманова царь начинает подозревать, что Анастасия была отравлена Евфросиньей. Тем временем Филипп участвует в церемонии прощания со своими казнёнными родственниками и принимает сторону бояр. Во время богослужения, когда в соборе инсценируется чудо в огненной печи, Филипп вступает в спор с переодетым царём. Сын Алексея Басманова просит митрополита благословить царя, но Филипп непреклонен. В ярости Иван кричит, что теперь будет Грозным, как его прозывают враги. Видя непреклонность царя и узнав об аресте митрополита Филиппа, бояре при поддержке ставшего новгородским архиепископом Пимена поручают юному послушнику Петру Волынцу заколоть его.
Иван убеждается в том, что заговор против него возглавляет Евфросинья. Он посылает ей пустой кубок, а Владимира приглашает на пир, где опричники поют и танцуют, и среди них — Фёдор Басманов в женском платье и с личиной. Причём во время пляски опричников Фёдор замечает Петра Волынца, а царь ставит на место Алексея Басманова, пеняющего царю на его милостивое общение с опальными боярами. Пьяный князь Владимир проговаривается, что существует заговор, цель которого — возвести его на трон. Иван делает вид, что удивлён, и предлагает Владимиру побыть царём. Его сажают на трон в царском одеянии, в шапке Мономаха, со скипетром и державой. По указанию Ивана Владимир возглавляет процессию опричников в собор. Там его поджидает Пётр Волынец, который закалывает переодетого Владимира, приняв его за царя.
Убийцу задерживают Фёдор и Малюта. Евфросинья появляется в соборе и ликует, думая, что убит Иван, но быстро понимает ошибку. Оплакивая сына, она теряет рассудок, а Иван благодарит убийцу и объявляет, что после того, как уничтожены враги внутри страны, можно начать борьбу с внешними врагами.

## В ролях

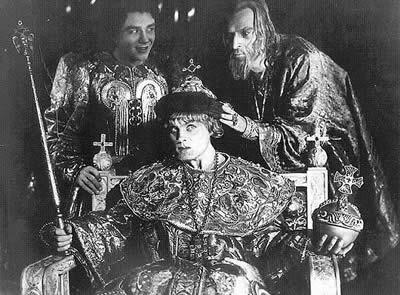
Иван Грозный при поддержке Фёдора Басманова сажает на царский трон Владимира Старицкого (кадр из фильма).

- Николай Черкасов — царь Иван Грозный
- Михаил Жаров — Малюта Скуратов, опричник
- Амвросий Бучма — Алексей Басманов, опричник
- Михаил Кузнецов — Фёдор Басманов, опричник, сын Алексея Басманова
- Серафима Бирман — Ефросинья Старицкая
- Павел Кадочников — Владимир Андреевич, сын Ефросиньи Старицкой (1-я, 2-я серии) / халдей в «пещном действе» (2-я серия) / Евстафий Колычёв, царский духовник (несохранившаяся 3-я серия)
- Александр Мгебров — Пимен, архиепископ новгородский
- Андрей Абрикосов — боярин Фёдор Колычёв, в дальнейшем митрополит московский Филипп
- Михаил Названов — князь Андрей Михайлович Курбский
- Людмила Целиковская — Анастасия Романовна, царица (1-я серия)
- Владимир Балашов — 1) Пётр Волынец; 2) один из отроков в «Пещном действе» (2-я серия)
- Павел Массальский — Сигизмунд, король польский
- Ада Войцик — Елена Глинская, мать царя (Пролог, «Детство Ивана»)
- Всеволод Пудовкин — Никола Большой Колпак, юродивый
- Максим Михайлов — протодиакон
- Эрик Пырьев — Иван Васильевич в детстве (Пролог, «Детство Ивана»)
- Сергей Столяров — Иван Телепнев-Оболенский (материал сохранился, но в фильм не попал)
- Клавдия Половикова — Ефросинья Старицкая (в «Прологе», «Детство Ивана», материал сохранился, но в фильм не попал)
- Ирина Володко — дама при дворе Сигизмунда
- Вячеслав Гостинский — посол Сигизмунда
- Константин Сорокин — пушкарь Ерёма
- Анель Судакевич — дама при дворе Сигизмунда
- Семён Тимошенко — Ливонский посол
- Владимир Уральский — митрополит
- Георгий Гумилевский — 1) Турунтай-Пронский; 2) пушкарь Фома
- Олег Жаков — Генрих Штаден (2-я серия, фрагмент 3-й серии)
- Леонид Косматов — монах Вассиан, благословляющий осаждающие Казань русские войска (1-я серия, материал в фильм не попал)
- Михаил Ромм — Елизавета Тюдор (3-я серия, материал сохранился, но в фильм не попал)[1]
- Андрей Петров — 1) простолюдин; 2) послушник (2-я серия)
- Наум Рогожин — придворный Сигизмунда
- Александр Румнев (Зякин) — Иностранный посол
- Владимир Шишкин — первый халдей
- Борис Жуковский — Андрей Шуйский, старший боярин-правитель, представитель интересов ливонцев ("Пролог", 2-я серия, сцена «Детства Ивана»)
- Григорий Шпигель — Турунтай-Пронский (нет в титрах)
- Георгий Юматов — монах (нет в титрах)
- Владимир Зельдин — молодой секретарь Ливонского посла (1-я серия, нет в титрах)
- Ной Авалиани — опричник (2-я серия, нет в титрах)
- Георгий Вицин — опричник (нет в титрах)[2]

## История создания
Идею о необходимости создания фильма о первом в истории России царе Иване Грозном высказал Иосиф Сталин и предложил подобрать для этой работы крупного мастера-режиссёра. Выбор Андрея Жданова и Ивана Большакова пал на Сергея Эйзенштейна. Сценарий фильма, написанный Эйзенштейном, утверждал лично Сталин.

### Съёмки
Съёмки первой серии шли во время Великой Отечественной войны на студии ЦОКС в Алма-Ате. В работу над фильмом активно вмешивался Иван Большаков, который требовал от съёмочной группы закончить картину как можно быстрее. Например, он отдавал распоряжения, чтобы в те дни, когда по причине болезни Эйзенштейн не мог снимать, картину снимали его ассистенты. В итоге Эйзенштейн написал письмо Сталину, в котором попросил дать им до завершения съёмок ещё 2-3 месяца и «убедить» Большакова, чтобы стал «более гибок».
После запрета второй серии работы над фильмом были прекращены. Третья серия фильма существует только в сценарии, в подготовительных рисунках, в рабочих записях и нескольких запечатлённых на плёнку фрагментах.
В съёмках использовался иконостас храма Троицы Живоначальной в Троицком-Голенищеве.
Во время съёмок, после того, как был отснят тот или иной кадр и звучала команда режиссёра «Стоп!», исполнявшему роль Ивана Грозного Николаю Черкасову было трудно сразу остановиться и замолчать, и он постоянно какое-то время продолжал играть. Эйзенштейн пытался уговорить Черкасова не тратить энергию впустую, но не мог. В итоге он смонтировал фильм «Захваты после „стоп“, или Куда идёт творческая энергия народного артиста», в который включил кадры игры Черкасова, которая продолжалась уже после команды режиссёра её прекратить.
По крайней мере, часть оригинального негатива фильма снята американской камерой Mitchell BNC. Это была одна из восьми таких камер, поставленных в СССР во время Великой Отечественной войны в рамках ленд-лиза.

## Съёмочная группа
- Автор сценария и постановщик: Сергей Эйзенштейн
- Операторы: Эдуард Тиссэ (оператор натурных съёмок), Андрей Москвин (оператор павильонных съёмок)
- Композитор: Сергей Прокофьев
- Текст песен: Владимир Луговской
- Режиссёр: Борис Свешников
- Второй режиссёр: Лев Инденбом
- Художник: Иосиф Шпинель
- Художники по костюмам: Всеволод Воинов (1-я серия), Лидия Наумова, Яков Райзман (1-я серия), М. Сафонова (2-я серия), Н. Бузина (2-я серия)
- Художник по гримам: Василий Горюнов
- Звукооператоры: Владимир Богданкевич, Борис Вольский
- Дирижёр: Абрам Стасевич
- Второй оператор: Виктор Домбровский
- Ассистенты режиссёра: В. Кузнецова, И. Бир (1-я серия), Борис Бунеев (1-я серия), Фёдор Солуянов (2-я серия)
- Монтажёр: Эсфирь Тобак
- Администратор: А. Эйдус
- Дирижёр хора: Виктор Комаров
- Фотограф: Виктор Домбровский
- Балетмейстер: Ростислав Захаров

### Восстановленная версия 1987 года
- Режиссёр восстановления — Мария Филимонова
- Оператор — Аветис Зенян
- Звукооператор — Леонид Воскальчук
- Запись музыки — Виктор Бабушкин
- Музыкальный редактор — Арсений Лаписов
- Монтажёр — Элеонора Праксина
- Консультант — профессор Ростислав Юренев
- Директор — Виталий Кривонощенко
- Государственный симфонический оркестр кинематографии 
 Дирижёр — Эмин Хачатурян

## Музыка и связанные музыкальные произведения
Музыка Сергея Прокофьева к фильму получила известность как самостоятельное произведение, в том числе в нескольких исполнительских редакциях, осуществлённых другими композиторами. Также на её основе были созданы балеты и оратории.
В самом фильме музыка Прокофьева звучала под управлением дирижёра Абрама Стасевича.

## Прокат и дальнейшая судьба
Первая серия вышла в прокат 16 или 20 января 1945 года; за год её посмотрели 900 тысяч зрителей.
За неё режиссёр и съёмочная группа получили Сталинскую премию I степени. Вторая серия была отснята практически одновременно с первой, однако в прокат так и не вышла, фактически оказавшись под запретом. Причиной этому исследователи считают недовольство Сталина, посмотревшего картину и увидевшего в ней некие параллели с собственным правлением. Режиссёр Слава Цукерман назвал фильм «мышеловкой», созданной Эйзенштейном для Сталина.
Подробно о параллелях и о том, как надо смотреть фильм «Иван Грозный» рассказывал Наум Клейман в своих лекциях, говоря о многосложной «полифонии фильма».
В сентябре 1946 года Центральный Комитет ВКП(б) подверг критике вторую серию: 

Режиссёр С. Эйзенштейн во второй серии фильма «Иван Грозный» обнаружил невежество в изображении исторических фактов, представив прогрессивное войско опричников Ивана Грозного в виде шайки дегенератов, наподобие американского Ку-Клукс-Клана, а Ивана Грозного, человека с сильной волей и характером, — слабохарактерным и безвольным, чем-то вроде Гамлета.— Постановление Оргбюро ЦК ВКП(б) О кинофильме "Большая жизнь" 4 сентября 1946 г.
После разгромной критики с проката была также снята первая серия фильма. Однако Эйзенштейн не смирился с подобным положением, он писал Сталину письма и просил об аудиенции. В феврале следующего года состоялась беседа Сталина, Молотова и Жданова с Эйзенштейном и Черкасовым. Сталин, Жданов и Молотов высказывают ряд претензий ко второй серии картины и предлагают режиссёру продолжить работу над фильмом с учётом высказанных замечаний.
Начались пересъемки второй части. Но болезнь и смерть Эйзенштейна остановила работу над фильмом. В оставшемся оригинальном варианте, отвергнутом Сталиным, вторая серия вышла на экраны только в 1958 году.
В 1973 году костюм Ивана Грозного был использован в фильме «Иван Васильевич меняет профессию».
Съёмки третьей серии были прекращены по причине смерти Эйзенштейна (но сохранились её фрагменты, а также осталось много подготовительного материала, сохранился подробный сценарий третьей серии, написанный режиссёром). Небольшой фрагмент третьей серии «Рыцарь Штаден на опричном дворе» и другие были представлены зрителю в 1988 году.

## Отзывы о фильме
Фильм был встречен кинематографистами неоднозначно.
Чарльз Чаплин отозвался восторженно:
Фильм Эйзенштейна «Иван Грозный», который я увидел после второй мировой войны, представляется мне высшим достижением в жанре исторических фильмов. Эйзенштейн трактует историю поэтически, а, на мой взгляд, это превосходнейший метод её трактовки. Когда я думаю, до какой степени искажаются события даже самого недавнего прошлого, я начинаю весьма скептически относиться к истории как таковой. Между тем поэтическая интерпретация истории создает общее представление об эпохе. Я бы сказал, что произведения искусства содержат гораздо больше истинных фактов и подробностей, чем исторические трактаты.
В то же время Орсон Уэллс оценил фильм очень негативно, как «выхолощенную демонстрацию красивых картинок». В ответ Эйзенштейн завязал переписку с Уэллсом.
Проживавший в Америке русский художник Мстислав Добужинский также раскритиковал «Ивана Грозного» в рецензии «Сусальный фильм» (1947): 

…тенденция в этой картине искажает историческую правду. Удивляет при этом необъяснимое обилие фальши и явных исторических неточностей, которыми полон фильм. <…>
Общий стиль фильма — внешняя его сторона и игра актёров до крайности вычурны и ходульны. Эти «ходули» прежде всего — в грубых эффектах контрастов: в огромной высоты палатах (такие исторически совершенно неверны) с карикатурно низенькими дверями-норами <…>
Как пьеса, фильм образец лубочности. Это отдельные картины без всякого развития драматического действия <…>

Самое тягостное впечатление от «Ивана Грозного» — в игре актёров. <…> Вывороченные и изломанные позы и ужимки, патетические движения, вытаращенный или прищуренный глаз — точно вновь воскрес давно похороненный арсенал провинциальных трагиков, злодейское рычание и адский шёпот. <…> И вообще сама эта мелодрама под названием «Иван Грозный» не далеко ушла от тех патриотических феерий, которые когда-то давались в балаганах. Наверно, пройдет несколько лет, этот фильм будет снова показываться у нас в архиве Museum of Modern Art, и публика будет весело смеяться в самых трагических местах, как на комическом старомодном фильме.
Писатель Виктор Некрасов негативно оценивал картину, характеризуя её, как лживое произведение с посылом «царь хороший, бояре плохие».

## Награды
- 1946 — 1 серия. Сталинская премия I степени. — Сергей Эйзенштейн, Эдуард Тиссэ, Андрей Москвин, Сергей Прокофьев, Серафима Бирман, Николай Черкасов
- 1946 — 1 серия. Международный кинофестиваль в Локарно. Приз за лучшую операторскую работу. Эдуард Тиссэ, Андрей Москвин.
- 1990 — Берлинский международный кинофестиваль. Участие в Программе «Retrospective» — Сергей Эйзенштейн.